# Gaydon
Gaydon est un village et une paroisse civile du Warwickshire, en Angleterre, situé près de Leamington Spa. Lors du recensement mené au Royaume-Uni en 2001, la paroisse comptait 376 habitants.
Le village se trouve au croisement des routes B4100 (anciennement la route A41) et B4451, à un mile (1,6 km) de la Junction 12 (« embranchement n° 12 ») de l'autoroute M40, et est situé à 2 miles (3,2 km) au nord-est de Kineton.

## Musée automobile
Tout près se trouve l'ancienne base aérienne  de la RAF de RAF Gaydon. Mais aussi le siège social d'Aston Martin actuellement propriété du milliardaire Canadien Lawrence Stroll depuis 2020, ainsi que  le British Motor Museum, qui héberge la plus grande collection de voitures historiques britanniques, qui illustre les étapes de l'histoire de l'industrie automobile britannique depuis le début du XXe siècle jusqu'à nos jours.

## Archives cinématographiques
Une base militaire désaffectée près de Gaydon abrite aussi des locaux spécifiquement destinés à accueillir les copies cinématographiques — sur support nitrate hautement inflammable — des archives nationales du British Film Institute, qui constituent les plus grandes archives cinématographiques et télévisuelles du monde.